# 4. ročník udílení Nickelodeon Kids' Choice Awards
4. ročník Nickelodeon Kids' Choice Awards se konal 22. dubna 1991. Modeátorem večera byl Corin Nemec. Poprvé se předala cena nazvaná "Síň slávy", kterou si domů odnesla zpěvačka Paula Abdul.

## Moderátoři a vystupující

### Moderátoři
- Corin Nemec

### Vystupující
- New Kids on the Block -"Hangin' Tough"

## Vítězové a nominovaní

### Nejoblíbenější televizní seriál
- Simpsonovi

### Nejoblíbenější televizní herec
- Will Smith za Fresh Prince

### Nejoblíbenější televizní herečka
- Keshia Knight Pulliam za Cosby Show

### Nejoblíbenější filmový herec
- Arnold Schwarzenegger jako John Kimble za Policajt ze školky

### Nejoblíbenější filmová herečka
- Julia Roberts za Pretty Woman

### Nejoblíbenější film
- Sám doma

### Nejoblíbenější sportovec
- Michael Jordan

### Nejoblíbenější animovaný seriál
- Drobečkové

### Nejoblíbenější animovaná postava
- Želvy Ninjové

### Síň slávy
- Paula Abdul